# Antetonitrus ingenipes
L'antetonitro (Antetonitrus ingenipes) è un dinosauro erbivoro appartenente ai sauropodi. Visse nel Triassico superiore (Norico, circa 215 milioni di anni fa) e i suoi resti fossili sono stati ritrovati in Sudafrica. È considerato il più antico sauropode conosciuto.

## Descrizione
Questo animale era di grosse dimensioni, potendo raggiungere i 10 metri di lunghezza e le due tonnellate di peso. Era probabilmente il più grosso animale del suo habitat. Antetonitrus mostra alcune caratteristiche che sembrano essere simile a quelle dei successivi sauropodi, i grandi dinosauri erbivori con collo e coda lunghi caratteristici del Giurassico e del Cretaceo, ma conserva ancora alcune caratteristiche più primitive. Al contrario della maggior parte dei suoi antenati più piccoli e leggeri, Antetonitrus era sostanzialmente quadrupede. Come nei sauropodi, le sue zampe anteriori erano molto più lunghe in rapporto a quelle posteriori rispetto ai precedenti sauropodomorfi, e le ossa del polso erano più larghe e spesse per sopportare maggior peso. Il primo dito della mano (il "pollice") era comunque ancora libero e flessibile, capace di piegarsi verso la mano. Nei sauropodi più evoluti, le ossa del polso sono grandi e spesse, disposte in modo tale da bloccare la mano in una posizione permanente in basso, in modo tale da reggere il peso del corpo in ogni momento. La mano, inoltre, è incapace di afferrare. L'aspetto di Antetonitrus, in generale, doveva essere quello di un grande erbivoro quadrupede, dal corpo voluminoso e sorretto da zampe colonnari. 

## Classificazione
I fossili ora conosciuti come Antetonitrus vennero scoperti da James Kitching nel 1981 nello Stato Libero dell'Orange, in Sudafrica, e vennero depositati nel Bernard Price Institute dove vennero catalogati come "Euskelosaurus". Solo nel 2003 Adam Yates riconobbe questi resti come un taxon separato, e pubblicò una ridescrizione insieme a Kitching. L'olotipo (l'esemplare originale) consiste in alcune vertebre e numerose ossa delle zampe anteriori e posteriori, probabilmente appartenenti a un solo individuo. Altre ossa delle zampe da un esemplare più piccolo sono state attribuite ad Antetonitrus. 
Secondo un'analisi cladistica, Antetonitrus è un sauropode basale, che occupa una posizione evolutiva intermedia tra i sauropodomorfi più primitivi come Melanorosaurus e i sauropodi più evoluti, come Isanosaurus e Vulcanodon. Le vertebre del dorso sono molto simili a quelle di Lessemsaurus del Sudamerica, mentre le ossa delle zampe ricordano quelle di Blikanasaurus, un altro sauropode arcaico del Sudafrica dalla corporatura molto robusta. In ogni caso, questi altri due animali non sono stati inclusi in un'analisi cladistica perché sono troppo poco conosciuti. 
Anche se Antetonitrus potrebbe non essere il sauropode più primitivo, è attualmente il più antico noto; fossili di animali coevi della stessa formazione Elliot inferiore (Melanorosaurus e Blikanasaurus) sono infatti considerati appartenenti a sauropodomorfi più primitivi ma non a veri sauropodi. Prima della scoperta di Antetonitrus, il sauropode più antico risultava essere Isanosaurus, del Retico della Thailandia (circa 205 milioni di anni fa).
I primi sauropodi e i loro parenti prosauropodi sono stati ritrovati in tutto il mondo poiché nel Triassico tutti i continenti erano ancora riuniti in un solo supercontinente, Pangea; questo fatto aiutò la diffusione di questi animali praticamente in tutto il mondo. 

## Significato del nome
Il nome Antetonitrus deriva dal latino ante- ("prima") e tonitrus ("tuono"). Il riferimento è al fatto che questo animale è vissuto prima degli altri sauropodi, in particolare di Brontosaurus (la "lucertola del tuono"); Brontosaurus è in effetti un sinonimo desueto di Apatosaurus, ma il nome è ancora usato nella cultura popolare e a volte tutti i sauropodi sono noti come "lucertole del tuono" o "brontosauri". L'epiteto specifico, ingenipes, deriva dal latino ingens ("massiccio") e pes, ("piede"), poiché mostra l'inizio dello sviluppo di piedi il cui utilizzo era esclusivamente quello di reggere il peso. 